# Spaanse UNESCO-Werelderfgoedlijstserie
Spanje geeft vanaf 2010 jaarlijks een nationale 2 euroherdenkingsmunt uit, waarop een motief zal staan die op de UNESCO-Werelderfgoedlijst staat. Iedere munt zal als ontwerp een karakteristieke afbeelding hebben op de nationale zijde van de munt. De munten zullen verschijnen in dezelfde volgorde als waarop zij op de UNESCO-Werelderfgoedlijst zijn geplaatst. Zo heeft de eerste munt in 2010 bijvoorbeeld de Moskee-Kathedraal van Córdoba als afbeelding. Hieronder staat een tabel met een overzicht van de reeds uitgegeven en toekomstige munten:
| Jaar | #  | UNESCO Wereld Erfgoedlijst                                        | Ontwerp                                                                              | Afbeelding |
| ---- | -- | ----------------------------------------------------------------- | ------------------------------------------------------------------------------------ | ---------- |
| 2010 | 1  | Het historische centrum van Córdoba                               | Moskee-kathedraal in Córdoba                                                         |            |
| 2011 | 2  | Alhambra, Generalife en Albaicín, Granada                         | Het Leeuwenhof van fort Alhambra, Granada                                            |            |
| 2012 | 3  | Kathedraal van Burgos                                             | Kathedraal van Burgos                                                                |            |
| 2013 | 4  | Klooster en plaats van het Escorial, Madrid                       | Klooster en plaats van het Escorial                                                  |            |
| 2014 | 5  | Werken van Gaudí                                                  | Park Güell in Barcelona                                                              |            |
| 2015 | 6  | Grot van Altamira en de paleolithische grotkunst van Noord-Spanje | Grotschildering van een bizon uit de grot Altamira                                   |            |
| 2016 | 7  | Oude stad Segovia en aquaduct                                     | Aquaduct van Segovia                                                                 |            |
| 2017 | 8  | Monumenten van Oviedo en het Koninkrijk Asturië                   | De kerk van Santa María del Naranco                                                  |            |
| 2018 | 9  | Santiago de Compostella (oude stad)                               | Het beeld van Sint-Jakob van de kathedraal van Santiago de Compostella               |            |
| 2019 | 10 | Oude stad Ávila met de kerken buiten de muren                     | De stadsmuur van Ávila                                                               |            |
| 2020 | 11 | Mudéjararchitectuur van Aragón                                    | De toren van de El Salvadorkerk in Teruel                                            |            |
| 2021 | 12 | Historische stad Toledo                                           | De Puerta del Sol en een detail van de Sinagoga del Tránsito                         |            |
| 2022 | 13 | Nationaal park Garajonay                                          | De Roque de Agando en een deel van het laurierbos                                    |            |
| 2023 | 14 | Oude stad Cáceres                                                 | Panoramisch beeld van de stad waarin delen van de muur die het omringde te zien zijn |            |
| 2024 | 15 | Kathedraal, Alcázar en het Archivo General de Indias in Sevilla   | Het Maagdenhof in het Alcázar                                                        |            |
| 2025 | 16 | Oude stad Salamanca                                               | Convento de San Esteban                                                              |            |
| 2026 | 17 | Klooster van Poblet                                               |                                                                                      |            |
| 2027 | 18 | Archeologische site van Mérida                                    |                                                                                      |            |
| 2028 | 19 | Koninklijk Klooster van Onze-Lieve-Vrouw van Guadalupe            |                                                                                      |            |
| 2029 | 20 | Pelgrimsroute naar Santiago de Compostella                        |                                                                                      |            |
| 2030 | 21 | Nationaal park Doñana                                             |                                                                                      |            |
| 2031 | 22 | Historische ommuurde stad Cuenca                                  |                                                                                      |            |
| 2032 | 23 | La Lonja de la Seda van Valencia                                  |                                                                                      |            |

Deze serie zal worden uitgegeven in chronologische volgorde waarin de Wereld erfgoederen op de UNESCO-lijst zijn gekomen. Een definitieve programmalijst is er nog niet. Het is ook goed mogelijk dat gedurende de looptijd van deze serie, er nieuwe objecten/steden/monumenten worden toegevoegd aan deze lijst en dus ook op een 2 euro herdenkingsmunt zullen verschijnen.     